# Brumovice (Opavai járás)
Brumovice település Csehországban, a Opavai járásban. Brumovice Lichnov, Býkov-Láryšov, Sosnová, Holasovice, Velké Heraltice és Úvalno településekkel határos. Lakosainak száma 1531 fő (2024. január 1.).

## Népesség
A település lakosságának változását az alábbi diagram mutatja:
| Lakosok száma | 2098 | 2459 | 2357 | 1496 | 1421 | 1451 | 1506 | 1491 | 1524 | 1531 |
|               | 1869 | 1890 | 1921 | 1950 | 1980 | 2001 | 2017 | 2019 | 2022 | 2024 |